# World Professional Darts Championship 1993
De Embassy World Professional Darts Championship 1993 was de 16e editie van het internationale dartstoernooi World Professional Darts Championship georganiseerd door de BDO en werd gehouden van 1 januari 1993 tot en met 9 januari 1993 in het Engelse Frimley Green.

## Prijzengeld
Het totale prijzengeld bedroeg £128.500,- (plus £52.000 voor een 9-darter (niet gewonnen)) en was als volgt verdeeld:
| Plaats                | Prijzengeld |
| --------------------- | ----------- |
| Winnaar               | £30.000     |
| Runner-up             | £15.000     |
| Halvefinalist         | £7.500      |
| Kwartfinalist         | £3.750      |
| 2e ronde              | £2.700      |
| 1e ronde              | £1.800      |
| Niet-gekwalificeerden | £400        |

Degene met de hoogste check-out (uitgooi) kreeg £1.500:
- 170 - Raymond van Barneveld £?

## Alle wedstrijden

### Eerste ronde (best of 5 sets)
| Steve Beaton          | Engeland   | - | Dave Richardson | Engeland      | 3 - 1 |
| Dennis Priestley      | Engeland   | - | Jocky Wilson    | Schotland     | 3 - 0 |
| Eric Bristow          | Engeland   | - | Per Skau        | Denemarken    | 3 - 1 |
| Bob Anderson          | Engeland   | - | Scott Coleman   | Engeland      | 3 - 1 |
| Ronnie Sharp          | Schotland  | - | Peter Hunt      | Nieuw-Zeeland | 3 - 0 |
| Alan Warriner         | Engeland   | - | Mitchell Crooks | Noord-Ierland | 3 - 0 |
| Albert Anstey         | Canada     | - | Sean Downs      | USA           | 3 - 0 |
| Wayne Weening         | Australië  | - | Rod Harrington  | Engeland      | 3 - 0 |
| Jann Hoffmann         | Denemarken | - | Bernd Hebecker  | Duitsland     | 3 - 0 |
| Mike Gregory          | Engeland   | - | Jamie Harvey    | Schotland     | 3 - 0 |
| Martin Phillips       | Wales      | - | Dave Kelly      | USA           | 3 - 1 |
| Bobby George          | Engeland   | - | Keith Sullivan  | Australië     | 3 - 1 |
| Raymond van Barneveld | Nederland  | - | Graham Miller   | Engeland      | 3 - 2 |
| John Lowe             | Engeland   | - | Chris Johns     | Wales         | 3 - 1 |
| Kevin Spiolek         | Engeland   | - | Kevin Kenny     | Engeland      | 3 - 1 |
| Phil Taylor           | Engeland   | - | John Joe O'Shea | Ierland       | 3 - 1 |

### Tweede ronde (best of 5 sets)
| Steve Beaton          | Engeland   | - | Dennis Priestley | Engeland  | 3 - 1 |
| Eric Bristow          | Engeland   | - | Bob Anderson     | Engeland  | 0 - 3 |
| Ronnie Sharp          | Schotland  | - | Alan Warriner    | Engeland  | 1 - 3 |
| Albert Anstey         | Canada     | - | Wayne Weening    | Australië | 0 - 3 |
| Jann Hoffmann         | Denemarken | - | Mike Gregory     | Engeland  | 1 - 3 |
| Martin Phillips       | Wales      | - | Bobby George     | Engeland  | 0 - 3 |
| Raymond van Barneveld | Nederland  | - | John Lowe        | Engeland  | 2 - 3 |
| Kevin Spiolek         | Engeland   | - | Phil Taylor      | Engeland  | 3 - 1 |

### Kwartfinale (best of 7 sets)
| Steve Beaton  | Engeland | - | Bob Anderson  | Engeland  | 4 - 1 |
| Alan Warriner | Engeland | - | Wayne Weening | Australië | 4 - 1 |
| Mike Gregory  | Engeland | - | Bobby George  | Engeland  | 2 - 4 |
| John Lowe     | Engeland | - | Kevin Spiolek | Engeland  | 4 - 3 |

### Halve finale (best of 9 sets)
| Steve Beaton | Engeland | - | Alan Warriner | Engeland | 2 - 5 |
| Bobby George | Engeland | - | John Lowe     | Engeland | 3 - 5 |

### Finale (best of 11 sets)
| Alan Warriner | Engeland | - | John Lowe | Engeland | 3 - 6 |

World Cup Darts (WDF)

1977 · 1979 · 1981 · 1983 · 1985 · 1987 · 1989 · 1991 · 1993 · 1995 · 1997 · 1999 · 2001 · 2003 · 2005 · 2007 · 2009 · 2011 · 2013 · 2015 · 2017 · 2019 · 2021 · 2023
World Darts Championship (BDO)

1978 · 1979 · 1980 · 1981 · 1982 · 1983 · 1984 · 1985 · 1986 · 1987 · 1988 · 1989 · 1990 · 1991 · 1992 · 1993 · 1994 · 1995 · 1996 · 1997 · 1998 · 1999 · 2000 · 2001 · 2002 · 2003 · 2004 · 2005 · 2006 · 2007 · 2008 · 2009 · 2010 · 2011 · 2012 · 2013 · 2014 · 2015 · 2016 · 2017 · 2018 · 2019 · 2020
World Darts Championship (PDC)

1994 · 1995 · 1996 · 1997 · 1998 · 1999 · 2000 · 2001 · 2002 · 2003 · 2004 · 2005 · 2006 · 2007 · 2008 · 2009 · 2010 · 2011 · 2012 · 2013 · 2014 · 2015 · 2016 · 2017 · 2018 · 2019 · 2020 · 2021 · 2022 · 2023 · 2024 · 2025
World Darts Championship (WDF)

2022 · 2023 · 2024
World Seniors Darts Championship (WSDT)

2022 · 2023 · 2024 · 2025